# Miles McMullan
Miles McMullan (1 de agosto de 1967) es un escritor, ilustrador, conservacionista y naturalista de origen irlandés. 

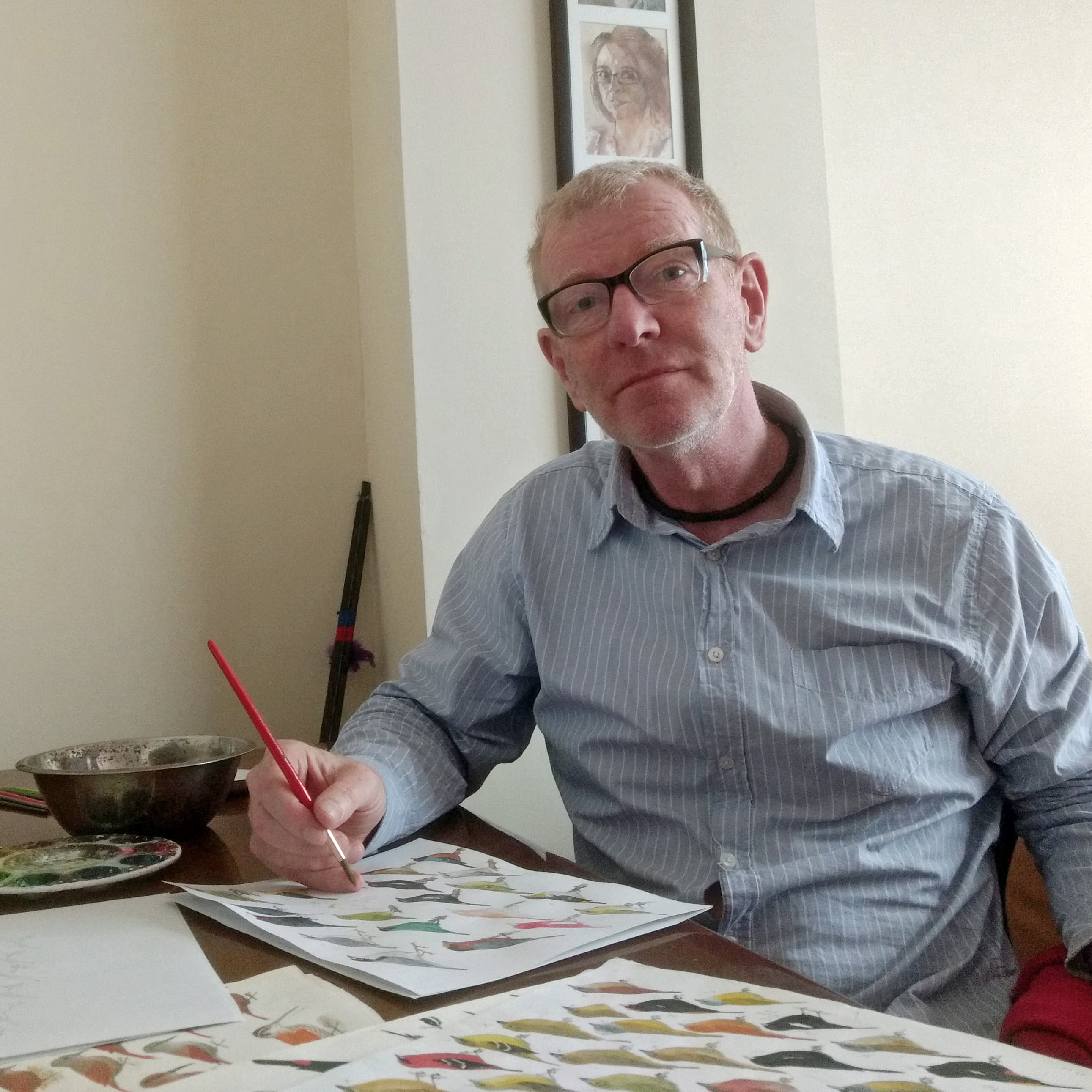
Miles McMullan, Autor y Naturalista

## Biografía
Miles McMullan nació la ciudad de Bangor, Co. Down en Irlanda de Norte. Estudió Arte y Diseño en la Universidad de Ulster y Humanidades en Trinity College, Dublin. 
Trabaja como guía de viajes desde el 2003. Escribió textos académicos durante muchos años antes de especializarse en libros de guías de campo sobre aves para países neotropicales como Colombia, Ecuador y las Islas Galápagos. Sus libros han sido reconocidos como el segundo mejor libro de naturaleza del año 2010 y entre los mejores libros de aves en los últimos 25 años. Su libro Guía de Campo de las Aves de Colombia fue el libro más vendido de la Feria Internacional del Libro, Bogotá (FilBo), 2018.
Sus obras incluyen la Guía de Campo de las Aves de Colombia, 2010, 2011, 2014 y 2018; Guía de Campo de las Aves de Ecuador 2013 y 2017; Guía de Campo de Colibríes 2015; Guía de Campo de las Islas Galápagos 2017, Aves de los Andes Colombianos, Aves de Meta y Los Llanos Colombianos, Aves de la Cordillera Occidental, Vida Terrestre de las Islas Galápagos, Aves de Cundinamarca,  además de muchos libros más pequeños e investigación científica. En 2024 hizo las ilustraciones para la colección de poesía de Pablo Neruda, Arte de Pájaros. 
En 2025 se publicó su compacto e innovador Field Guide to the Birds of North America,  con colaboradores Derek Sallmann, Ryan Sallmann y Arturo McMullan. Es un libro guía de campo de aves que describe 1100 especies y cuenta con 6000 ilustraciones originales y casi 2000 mapas. Ganó una prestigiosa estrella de Kirkus Reviews y fue seleccionado por Kirkus Reviews como el mejor libro Indie (independiente) en abril de 2025. 

## Otras obras
McMullan trabaja con varios ONGs de la conservación como Mindo Cloud Forest Foundation y ha realizado muchos trabajos con las comunidades indígenas de Colombia para la conservación de sus territorios. Además de su trabajo como autor McMullan da charlas y conferencias sobre el arte, la naturaleza, la conservación, y temas sociales. Su trabajo social con comunidades, grupos rurales y mujeres en Colombia ha sido reconocido en varias ocasiones por el gobierno colombiano.  Se han hecho varios programas de televisión acerca de McMullan en Colombia, España, Australia y el Reino Unido. Actualmente reside en Colombia.

## Libros
- Filed Guide to the Birds of North America (2025) [25]
- Arte de Pájaros de Pablo Neruda, ilustrado por Miles McMullan (2024)[33]
- Aves de Cundinamarca (2023) [20]
- McMullan Birding Guía de Las Aves de Colombia (2021)[34]
- Field Guide to the Birds of Colombia (2010, 2014, 2018)[7]
- Guía de Campo de Las Aves de Colombia (2011)[7]
- Fieldbook of the Birds of Ecuador (2013, 2017)[13]
- Field Guide to the Hummingbirds (2016)[14]
- Field Guide to the Galapagos Islands (2017)[15]
- Aves de los Andes Colombianos (2019)[16]
- Aves del Meta y los Llanos Colombianos (2019)[17]
- Aves de la Cordillera Occidental (2019)[18]
- Birds and Common Mammals of Ecuadorian Amazon (2012)[35]
- Birds of Northwest Ecuador (2009)[36]
- Guía de las Aves de la Reserva Natural Mesenia-Paramillo[37]
- Vida Terrestre de las Islas Galapagos[19]